# Centri sportivi aziendali industriali
C.S.A.IN.,  sigla che sta per Centri sportivi aziendali e industriali è un ente di promozione sportiva riconosciuto dal CONI.
Fondata nel 1954 su volere di Confindustria con il nome di Raggruppamento sportivo aziende industriali, inizialmente parte del Comitato nazionale dei gruppo sportivi aziendali fondato quello stesso anno. Cambia nome definitivamente nel 1964, diventando Centri sportivi aziendali e industriali.